# Gowidlino (gromada)
Gowidlino – dawna gromada, czyli najmniejsza jednostka podziału terytorialnego Polskiej Rzeczypospolitej Ludowej w latach 1954–1972.
Gromady, z gromadzkimi radami narodowymi (GRN) jako organami władzy najniższego stopnia na wsi, funkcjonowały od reformy reorganizującej administrację wiejską przeprowadzonej jesienią 1954 do momentu ich zniesienia z dniem 1 stycznia 1973, tym samym wypierając organizację gminną w latach 1954–1972.
Gromadę Gowidlino  z siedzibą GRN w Gowidlinie utworzono – jako jedną z 8759 gromad na obszarze Polski – w powiecie kartuskim w woj. gdańskim na mocy uchwały nr 17/III/54 WRN w Gdańsku z dnia 5 października 1954. W skład jednostki wszedł obszar dotychczasowej gromady Gowidlino i osada Kowale z dotychczasowej gromady Łyśniewo Sierakowickie ze zniesionej gminy Sierakowice oraz obszar dotychczasowej gromady Borek Kamienny ze zniesionej gminy Suleczyno w tymże powiecie. Dla gromady ustalono 19 członków gromadzkiej rady narodowej.
1 stycznia 1959 z gromady Gowidlino wyłączono wieś Borek Kamienny, włączając ją do gromady Suleczyno w tymże powiecie.
1 stycznia 1972 gromadę zniesiono, a jej obszar włączono do gromady Sierakowice w tymże powiecie.